# De Navigators
De Navigators is een christelijke interkerkelijke en internationale beweging, met als doelstelling om "Samen te leren leven als leerling van Jezus."

## Geschiedenis
De organisatie werd in de jaren 30 opgericht door de Amerikaan Dawson Trotman. Toen hij in 1933 in contact kwam met matrozen van de United States Navy, waren enkelen zeer geïnteresseerd in het evangelie. Deze matrozen spraken op hun beurt weer met anderen op de schepen. Zo werden velen geraakt door de evangelieboodschap, en besloten om christen te worden. Deze eerste groep noemde zich "Navigators".
Tijdens een conferentie in het Nederlandse Doorn in 1948 hield Trotman een lezing over zijn evangelisatiewerk. De Nederlandse schrijfster Gien Karssen werd erg aangesproken door de verhalen van Trotman en besloot de bijbelstudies van de Navigators te vertalen en onder Nederlandse belangstellenden te verspreiden. Met behulp van haar vertalingen en de evangelist Billy Graham werden uiteindelijk door heel Nederland verschillende gespreks- en bijbelstudiegroepen gestart.
In 1966 begon het werk onder studenten in Nederland door Gert en Baukje Doornenbal in Delft. Al snel ontstonden er ook groepen in andere studentensteden. In 1973 werd begonnen met een werk onder tieners: De Captains Club (later LEF).
Begin jaren tachtig bleek het werken met bijbelkringen en gesprekskringen weinig studenten meer te trekken. In 1987 werd de Rotterdamse Navigator studentengroep omgevormd tot de Navigators Studentenvereniging Rotterdam (NSR). In plaats van alleen het werken met kringen kwam een gezelligheidsvereniging, die ook aan bijbelstudie deed. Dit bleek beter aan te sluiten bij de interesses van de studenten en leidde tot een groei van het aantal deelnemers van de Navigators Studentenverenigingen. In navolging van Rotterdam werden ook in de andere studentensteden de kringen in verenigingen omgezet. In 2010 telde het studentenwerk 3000 leden in 15 studentensteden.
Naast het studentenwerk hebben de Navigators verschillende bedieningen. Zo zijn ze bijvoorbeeld door heel Nederland actief in lokale kerken en buurten.